# Gravura musical

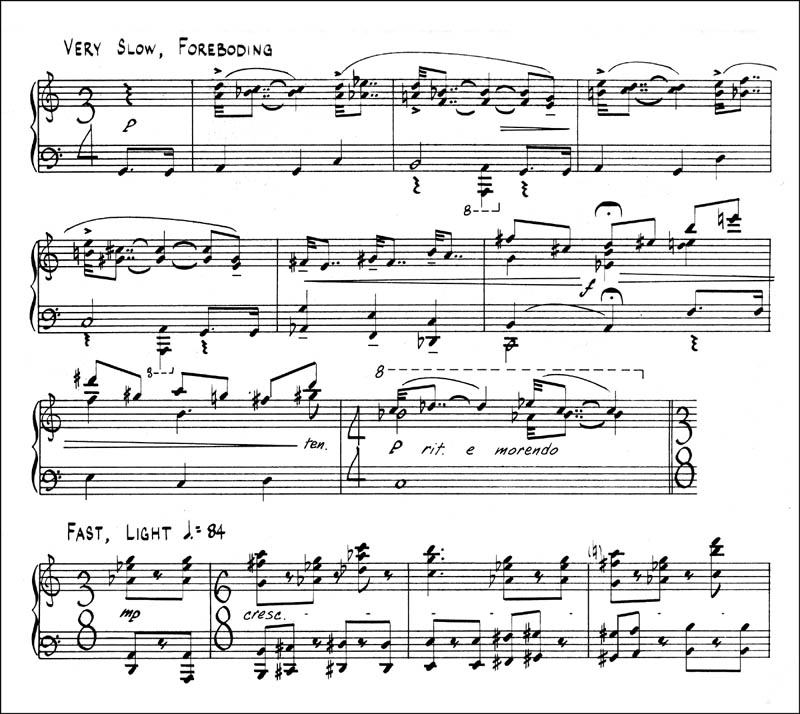
Amostra de manuscrito musical copiado à mão, a tinta, de uma peça composta para pianocentro|miniaturadaimagem

A gravura musical é a arte de desenhar notação musical de alta qualidade para fins de reprodução mecânica. O termo cópia musical é quase equivalente, embora a gravura musical implique um maior grau de habilidade e qualidade, geralmente para publicação. O nome do processo tem origem na gravura em placa, técnica muito utilizada que data de finais do século XVI. Atualmente, o termo gravura é usado para se referir a qualquer método de alta qualidade de desenho de notação musical, especialmente em um computador ou à mão.

## Técnicas tradicionais de gravura

### Elementos do estilo de gravura musical
A gravura musical mecânica começou em meados do século XV. Com o aumento da complexidade da composição musical, também aumentou a tecnologia necessária para produzir partituras musicais precisas. Ao contrário da impressão literária, que contém principalmente palavras impressas, a gravura musical comunica vários tipos diferentes de informação simultaneamente. Para ser claro para os músicos, é imperativo que as técnicas de gravura permitam uma precisão absoluta. As notas dos acordes, as marcações de dinâmicas e outras notações são alinhadas com precisão vertical. Se houver texto incluído, cada sílaba corresponderá verticalmente à melodia atribuída. Horizontalmente, as subdivisões de batidas são marcadas não apenas pelos seus colchetes e barras de ligação, mas também pelo espaço relativo entre elas na página. A logística da criação de cópias tão precisas apresentou vários problemas para os primeiros gravadores musicais e resultou no desenvolvimento de várias tecnologias de gravura musical.

### Tipo móvel
Semelhante à impressão de livros, a impressão musical começou no século XV com o uso de tipos móveis. O problema central apresentado aos primeiros gravadores musicais que usavam tipos móveis era a integração adequada de notas, pautas e texto. Muitas vezes, as linhas da pauta eram desenhadas à mão antes da impressão ou adicionadas à música impressa posteriormente. Ottaviano Petrucci, um dos impressores de música mais inovadores da virada do século XVI, usava uma técnica de impressão tripla que imprimia pautas, texto e notas em três etapas separadas.

### Gravura em placa
Embora a gravura em placas tenha sido usada desde o início do século XV para a criação de artes visuais e mapas, ela não foi aplicada à música até 1581. Neste método, uma imagem espelhada de uma página completa de música era gravada em uma placa de metal. A tinta era então aplicada às ranhuras e a impressão da música era transferida para o papel. Placas de metal podiam ser armazenadas e reutilizadas, o que tornava esse método uma opção atraente para gravadores musicais. O cobre foi o metal inicial escolhido para as primeiras placas, mas no século XVIII o peltre tornou-se o material padrão devido à sua maleabilidade e custo mais baixo.
No início, as placas eram gravadas livremente à mão. Com o tempo, os gravadores musicais desenvolveram várias ferramentas para ajudar em seu processo, incluindo:
- Um rastrum para desenhar linhas de pauta
- Marcadores para pautas e compassos
- Gravadores planos para linhas complementares, crescendos e diminuendos
- Gravadores elípticos para ligaduras
- Perfuradores para cabeças de notas, claves, acidentes e letras[3]

A gravura em placa foi a metodologia escolhida para a impressão musical até o final do século XIX, quando seu declínio foi acelerado pelo desenvolvimento da tecnologia fotográfica. No entanto, a técnica sobreviveu até os dias de hoje e ainda é usada ocasionalmente por editoras selecionadas, como G. Henle Verlag, na Alemanha.

### Cópia manual
Historicamente, um músico era obrigado a desenhar suas próprias linhas de pauta em papel em branco. Eventualmente, o papel para pessoal foi fabricado pré-impresso com pautas como uma técnica de economia de mão de obra. O músico poderia então escrever música diretamente sobre as linhas com lápis ou tinta.
No século XX, o papel da pauta musical às vezes era impresso em pergaminho ou papel cebola - um material durável e semitransparente que facilitava ao músico corrigir erros e revisar a obra, além de possibilitar a reprodução do manuscrito por meio do processo ozalid. Também nessa época, um copista de música era frequentemente contratado para copiar à mão partes individuais (para cada intérprete) da partitura completa de um compositor. O esmero, a velocidade e precisão eram características desejáveis de um copista habilidoso.

### Outras técnicas
- Litografia: Semelhante à gravura em placas de metal, a música era gravada em calcário e depois queimada na superfície com ácido para preservar as placas de pedra para uso futuro.[5]
- Estênceis, carimbos e transferências secas, incluindo o Notaset, um sistema inspirado no Letraset usado no século XX.[6] O pincelamento de tinta através de estênceis era uma técnica de alta qualidade usada pela empresa Halstan & Co, de Amersham.
- Máquinas de escrever musicais: Originalmente desenvolvida no final do século XIX, esta tecnologia não se tornou popular até meados do século XX. As máquinas exigiam o uso de papel de música pré-impresso.[7] Essa técnica produziu resultados de baixa qualidade e nunca foi amplamente utilizada.[8]

## Gravura musical em computador
Com o advento do computador pessoal a partir da década de 1980, a gravura musical tradicional entrou em declínio, pois  agora pode ser realizada por um software de computador desenvolvido para esse fim. Existem vários programas desse tipo, conhecidos como editores de partituras, projetados para escrever, editar, imprimir e reproduzir música, embora apenas alguns produzam resultados de qualidade comparável à gravura tradicional de alta qualidade. Os editores de partituras têm muitos recursos avançados, como a capacidade de extrair partes individuais de uma partitura de orquestra/banda, transcrever música tocada em um teclado MIDI e, inversamente, reproduzir notação via MIDI.
A partir da década de 1980, os softwares WYSIWYG como Sibelius, Mozart, MusicEase, MuseScore, Finale e Dorico permitiram pela primeira vez que os músicos inserissem notações musicais complexas na tela do computador, exibindo-as da mesma forma que serão impressas. Esses softwares armazenam a música em arquivos de formatos proprietários ou padronizados, geralmente não legíveis diretamente por humanos.
Outros softwares, como GNU LilyPond e Philip's Music Writer, leem a entrada de arquivos de texto comuns cujo conteúdo se assemelha a uma linguagem de programação macro de computador que descreve conteúdo musical simples com pouca ou nenhuma especificação de layout. O software traduz a descrição, geralmente escrita à mão, em páginas gráficas totalmente gravadas para visualização ou envio para impressão, cuidando das decisões de aparência, desde o layout de alto nível até o desenho de glifos. O processo de entrada de música é iterativo e semelhante ao ciclo de edição-compilação-execução usado para depurar programas de computador.
Além dos aplicativos prontos, existem também algumas bibliotecas de programação para gravura musical, como Vexflow (biblioteca JavaScript), Verovio (C++, JavaScript e Python), Guido Engine (biblioteca C++) e Manufaktura Controls (bibliotecas .NET). O principal objetivo dessas bibliotecas é reduzir o tempo necessário para o desenvolvimento de software com recursos de renderização de partituras.